# 布伯斯海姆
布伯斯海姆是德国巴伐利亚州的一个市镇。总面积7.76平方公里，总人口1482人，其中男性750人，女性732人（2011年12月31日），人口密度191人/平方公里。